# Eugène Lambert Adrian Rixen
Eugène Lambert Adrian Rixen (Kelmis, 3 luglio 1944) è un vescovo cattolico belga naturalizzato brasiliano.

## Biografia
Nato il 3 luglio 1944 a Kelmis, in Belgio, è consacrato sacerdote il 26 giugno 1970 e parte subito per il Brasile come missionario fidei donum.
Eletto vescovo titolare di Tabbora e ausiliare di Assis il 30 novembre 1995, viene consacrato 25 febbraio successivo da José Carlos Castanho de Almeida, vescovo di Araçatuba.
Il 2 dicembre 1998 è nominato vescovo di Goiás, una delle più antiche diocesi della regione (eretta nel 1745). Conosciuto per la sua dedizione agli Indios, è da sempre paladino a difesa dei contadini sem terra.
È inoltre presidente della Commissione pastorale per l'AIDS, che dà sostegno alle vittime di questa malattia. Nel settembre del 2000 ha dichiarato, che pure restando la strada dell'astinenza e della castità la via preferibile e più sicura per sconfiggere l'AIDS, si può riflettere sulla possibilità morale dell'uso del profilattico per arginare l'infezione.
Il 27 maggio 2020 papa Francesco ne accoglie la rinuncia per raggiunti limiti d'età.

## Genealogia episcopale
La genealogia episcopale è:
- Cardinale Scipione Rebiba
- Cardinale Giulio Antonio Santori
- Cardinale Girolamo Bernerio, O.P.
- Arcivescovo Galeazzo Sanvitale
- Cardinale Ludovico Ludovisi
- Cardinale Luigi Caetani
- Cardinale Ulderico Carpegna
- Cardinale Paluzzo Paluzzi Altieri degli Albertoni
- Papa Benedetto XIII
- Papa Benedetto XIV
- Papa Clemente XIII
- Cardinale Bernardino Giraud
- Cardinale Alessandro Mattei
- Cardinale Pietro Francesco Galleffi
- Cardinale Giacomo Filippo Fransoni
- Cardinale Carlo Sacconi
- Cardinale Edward Henry Howard
- Cardinale Mariano Rampolla del Tindaro
- Cardinale Rafael Merry del Val y Zulueta
- Arcivescovo Duarte Leopoldo e Silva
- Arcivescovo Paulo de Tarso Campos
- Cardinale Agnelo Rossi
- Cardinale Paulo Evaristo Arns, O.F.M.
- Vescovo José Carlos Castanho de Almeida
- Vescovo Eugène Lambert Adrian Rixen